# یولیوس شرک
یولیوس شرک (به آلمانی: Julius Schreck) (زاده ۱۳ ژوئیه ۱۸۹۸ – مرگ ۱۶ مه ۱۹۳۶) یک نظامی آلمانی و از ۱۹۲۵ تا ۱۹۲۶ فرمانده نیروی اِس اِس بود. وی در کودتای مونیخ شرکت داشت و در ۱۶ مه ۱۹۳۶ درگذشت.

## رابطه با هیتلر
یولیوس شرک راننده شخصی هیتلر بود. هنگامی که وی در سال ۱۹۳۶ درگذشت، هیتلر در مراسم خاکسپاریش شرکت و در ستایش او سخنرانی کرد.